# Slaget vid Anghiari
Slaget vid Anghiari eller Kampen om fanan är en målning av den italienske renässanskonstnären Leonardo da Vinci från 1504–1505. Den är försvunnen och kallas därför ibland för "Den förlorade Leonardo". Konstverket är känt från ett antal bevarade skisser samt kopior av andra konstnärer, till exempel Peter Paul Rubens.

## Bildkompositionen
I bildens centrala scen avbildas fyra män ridande på hästar. Perspektivet gör att hästarna förefaller sammanslingrade, liksom soldaterna som med höjda sabelliknande svärd attackerar varandra i kampen om en fana. Både soldaterna och hästarna utstrålar en krigisk bestialitet. Kampens våldsamhet och förvirrade raseri uttrycks på ett sätt som pekar fram mot barocken.

## Motivet: Slaget vid Anghiari
Slaget vid Anghiari utkämpades den 29 juni 1440 mellan trupper från hertigdömet Milano och en koalition ledd av Florens med stöd av Venedig och Kyrkostaten. Enligt sägnen dog endast en soldat som ramlade av hästen; trots det fick Florens seger över Milano stor politisk betydelse. Anghiari är en medeltida by i Toscana.

## Målningens tillkomst
Leonardo var 1500–1506 bosatt i Florens där han bland annat målade Mona Lisa och påbörjade Anna själv tredje. Det var en orolig tid som följde efter Girolamo Savonarolas fall 1498. Den nye härskaren, Piero Soderini, och hans högsta råd önskade manifestera sin makt genom en ny utsmyckning av rådssalen (Salone dei Cinquecento) i Palazzo Vecchio. För att dekorera de jättelika väggarna med fresker kontaktades två av dåtidens främsta konstnärer; förutom Leonardo också den unge Michelangelo. Beställningen var att hylla den florentinska republiken och skildra dess militära segrar. Michelangelo fick i uppgift att avbilda slaget vid Cascina. Ingen av de två konstnärerna färdigställde sina verk och man känner bara till deras projekt indirekt genom att de nämns i dokument, eller i form av kopior eller skisser som har kopplats till projektet.
Leonardos målning Slaget vid Anghiari färdigställdes aldrig på grund av ett misslyckat färgexperiment. Troligen målade han inte på våt puts utan experimenterade med den antika metoden enkaustik, där fresken brändes fast med smält vax som bindemedel. Experimentet lär ha misslyckats och färgen torkade inte utan rann istället ut. Den blev senare (cirka 1565) övermålad. I dag är väggarna i rådssalen helt dekorerade av konstnären Giorgio Vasari.
Det har spekulerats i att Leonardos väggmålning döljs bakom en av Vasaris fresker. Professor Maurizio Seracini (född 1946) meddelade 2012 att han upptäckt ett hålrum på ett par decimeter bakom Vasaris fresk Slaget vid Marciano och där funnit spår av målarfärg, vilket han antog måste vara Leonardos målning. På grund av risken att skada Vasaris målning tilläts inte Seracini att jobba vidare i Palazzo Vecchio.

## Rubens kopia
Den mest kända kopian av Leonardos originalverk är en teckning av Peter Paul Rubens från omkring 1600. Möjligen påbörjades teckningen av en annan konstnär. Den ingår sedan 1852 i Louvrens samlingar i Paris. Bland tidigare ägare märks Nicodemus Tessin den yngre och Carl Gustaf Tessin. Rubens, som gjorde en italiensk resa 1600–1608, kan dock inte ha sett Leonardos målning eftersom den övermålades redan 1565. Troligen hade Rubens sett en annan kopia av Leonardos målning, en gravyr från 1553 av Lorenzo Zacchia.

## Bildgalleri

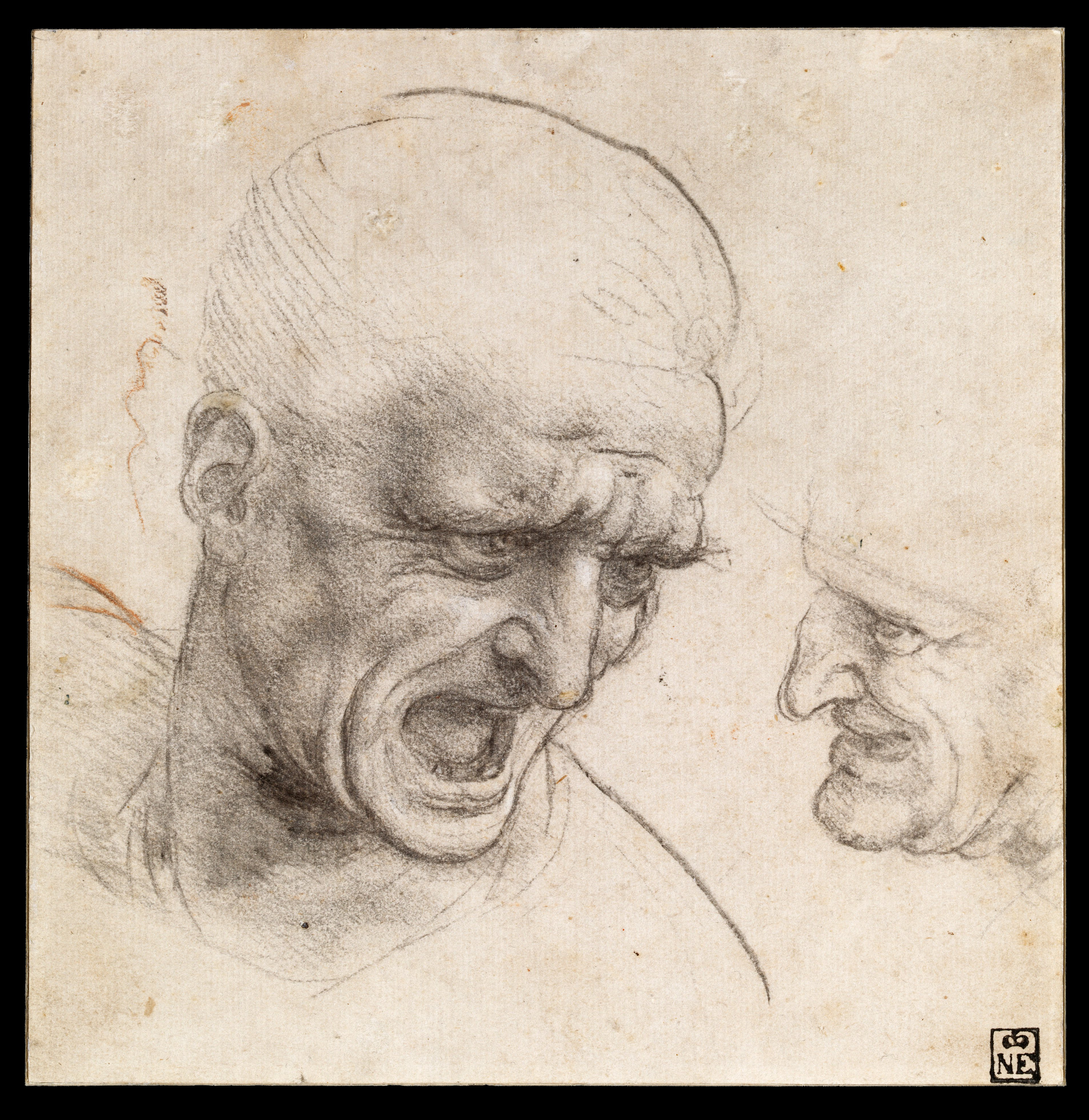
Leonardos skiss för två av krigarna i Slaget vid Anghiari. Förvaras på Konstmuseet, Budapest.
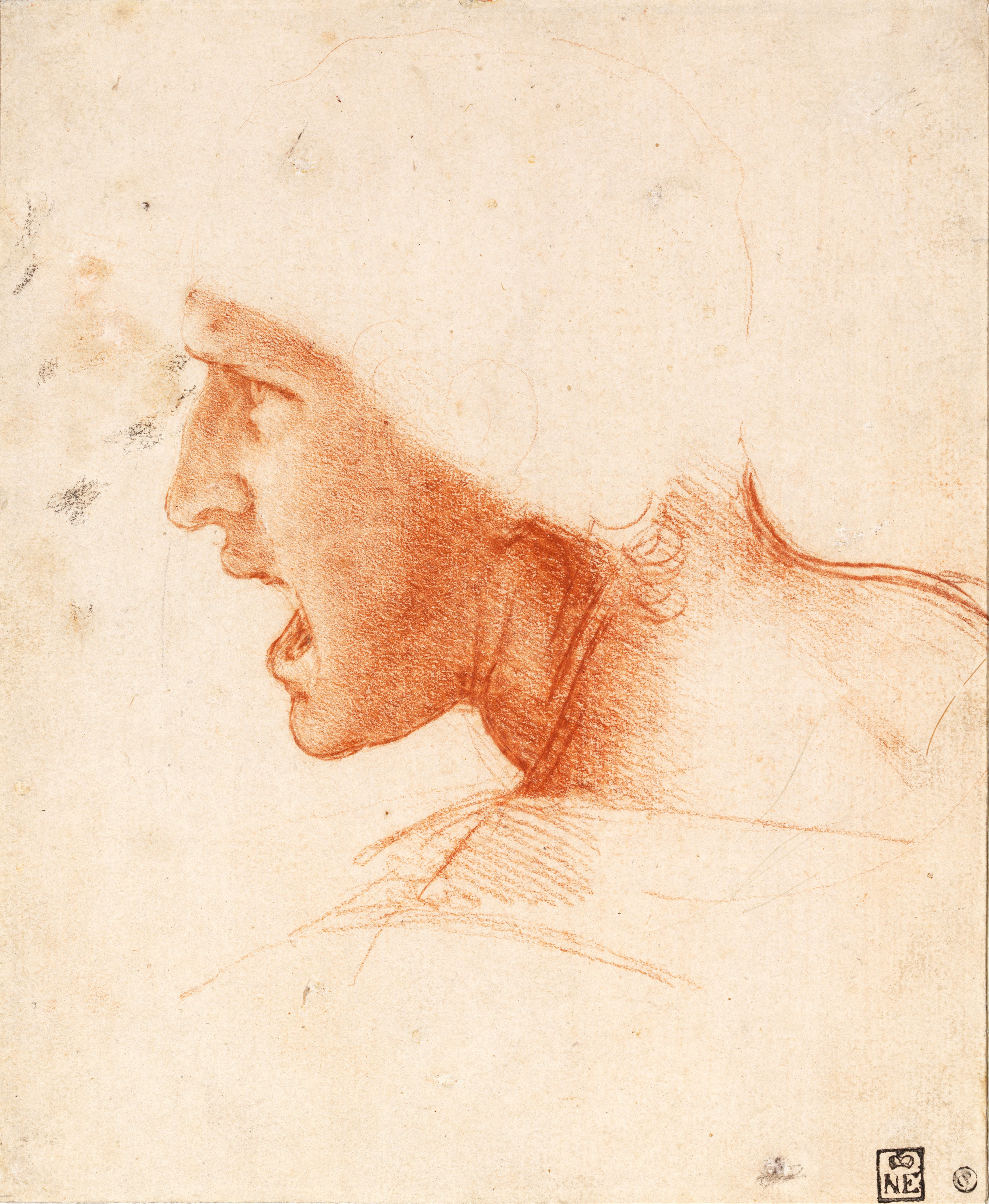
Leonardos skiss för en av krigarna i Slaget vid Anghiari. Förvaras på Konstmuseet, Budapest.
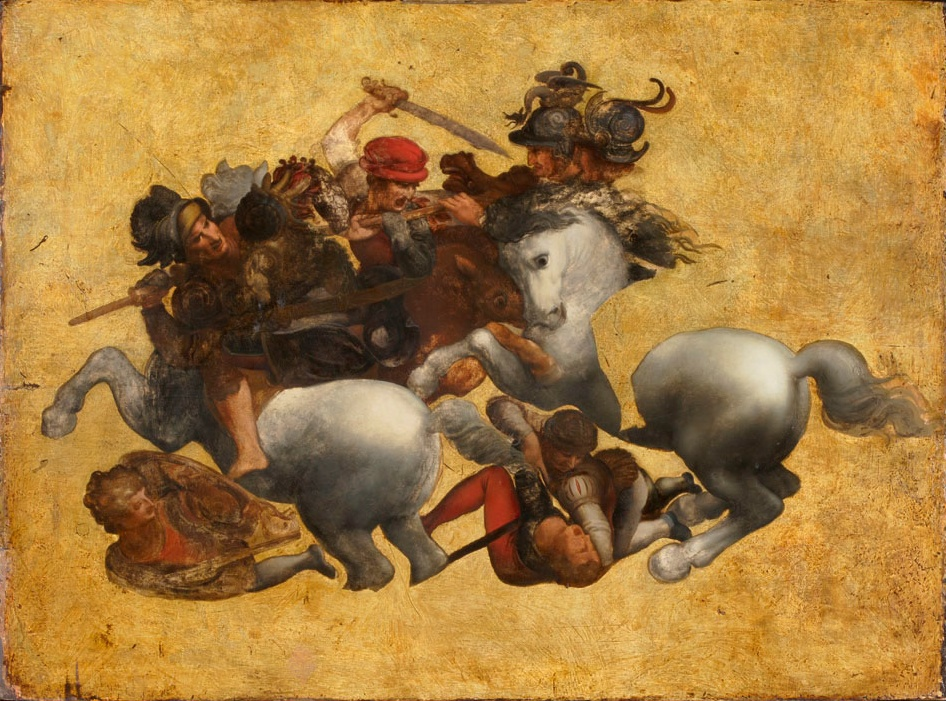
Denna kopia kallas Tavola Doria efter en tidigare ägare. Den är gjord av en okänd 1500-talskonstnär och ägs i dag av italienska staten.